# Georges Leygues

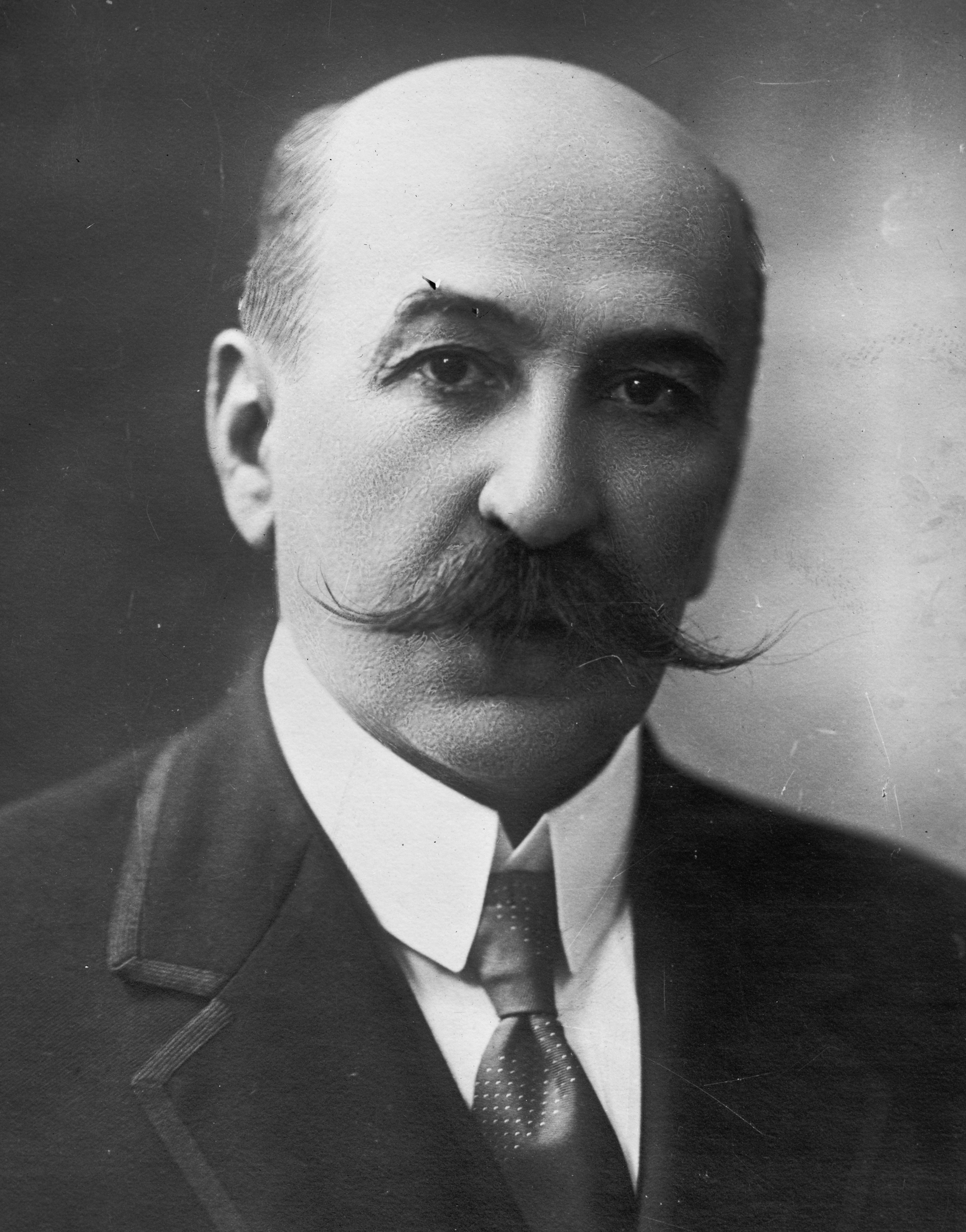
Georges Leygues

Georges Leygues (* 26. Oktober 1857 in Villeneuve-sur-Lot; † 2. September 1933 in Saint-Cloud) war ein französischer Politiker (ARD). Während der Zeit der Dritten Republik, die gekennzeichnet war durch ihre häufig wechselnden Regierungen, besetzte er verschiedene Ministerposten in zwanzig unterschiedlichen Kabinetten und war vom 24. September 1920 bis zum 16. Januar 1921 Ministerpräsident Frankreichs. Zwischen 1917 und 1933 war er mit Unterbrechungen Minister der Marine und der Kolonien. Er wird als der „Vater der modernen französischen Marine“ tituliert.

## Politische Karriere
Sein erstes Ministeramt trat Leygues als Minister für öffentlichen Unterricht (Bildungsminister) im Kabinett Charles Dupuy vom 30. Mai 1894 bis zum 26. Januar 1895 an. Nach dessen Abtreten wechselte Leygues den Posten und wurde anstelle von Dupuy Innenminister. Dieses Amt besetzte er vom 26. Januar 1895 bis zum 1. November 1895 unter Ministerpräsident Alexandre Ribot.
Vom 1. November 1898 bis zum 7. Juni 1902 wurde er von Pierre Waldeck-Rousseau erneut als Bildungsminister eingesetzt. Seine Amtszeit wurde geprägt von der Reform des Schulsystems, die er 1902 nach zähem Ringem mit Mitgliedern der Abgeordnetenkammer auf den Weg brachte. Die Reform hatte eine Modernisierung der weiterführenden Schulen und deren verbesserte Zusammenarbeit mit den Grundschulen zum Ziel.
In der Regierung von Ferdinand Sarrien war Leygues vom 14. März bis zum 25. Oktober 1906 Minister für Marine und Kolonien. Er ließ die Häfen in Bizerta, Dakar, Dschibuti und Saigon befestigen und ausbauen. Er war ebenfalls stark an der Vereinigung von Oubangui-Chari (die heutige Zentralafrikanische Republik) und des Tschad-Territoriums zur Kolonie Oubangui-Chari-Chad in Französisch-Äquatorialafrika beteiligt.
In den elf Folgejahren war Leygues nicht an der Regierung beteiligt. Im Jahr 1914 wurde er trotz seines Alters von 58 Jahren Hauptmann (capitaine) der französischen Alpenjäger. Jedoch wurde er bereits kurz darauf nach Paris zurückberufen als Vorsitzender des Ausschusses für Außenpolitik der Abgeordnetenkammer.
Am 16. November 1917 vertraute Georges Clemenceau ihm erneut den Posten des Ministers für Marine und Kolonien an, den er von 1917 bis zu seinem Tod 1933 innehatte, unterbrochen nur durch seine kurze Amtszeit als Ministerpräsident und Außenminister vom 24. September 1920 bis zum 16. Januar 1921. Parallel zu seinem Amt als Marineminister war Leygues vom 13. Dezember 1930 bis zum 27. Januar 1931 Innenminister in der Regierung von Théodore Steeg.

## Ehrungen
Nach Georges Leygues wurden mehrere französische Kriegsschiffe benannt:
- Der leichte Kreuzer Georges Leygues, der im Zweiten Weltkrieg eingesetzt wurde.[4]
- Die Fregattenklasse Georges-Leygues-Klasse (Typ F70).
- Die Georges Leygues (D640), ein Schiff dieser Klasse.[5]